# 帕內爾 (密蘇里州)
帕內爾（英語：Parnell）是位於美國密蘇里州諾德韋縣的城市。

## 人口
根據2020年美國人口普查的數據，帕內爾的面積為0.71平方千米，皆為陸地。當地共有人口135人，而人口密度為每平方千米190人。